# Gara (keresztnév)
Gara régi magyar személynév, aminek az ótörök eredete bizonytalan. Jelentése ez esetben fekete.

## Gyakorisága
Az 1990-es években szórványos név, a 2000-es években nem szerepel a 100 leggyakoribb férfinév között.

## Névnapok
- február 6.[2]
- szeptember 9.[2]